# سومرو یاوروجوک
سومرو یاوروجوک (انگلیسی: Sumru Yavrucuk؛ زادهٔ ۲۴ سپتامبر ۱۹۶۱) بازیگر اهل ترکیه است. وی از سال ۱۹۸۲ میلادی تاکنون مشغول فعالیت بوده‌است.
از فیلم‌ها یا برنامه‌های تلویزیونی که وی در آن نقش داشته‌است می‌توان به شماره ۳۰۹ و فاطماگل اشاره کرد.